# Seznam ministrů kultu a vyučování Předlitavska
Toto je seznam ministrů kultu a vyučování Předlitavska, který obsahuje chronologický přehled všech členů vlád Předlitavska působících v čele tohoto úřadu (včetně správců, tedy osob provizorně pověřených řízením ministerstva) po celé období existence tohoto státního útvaru, tedy od rakousko-uherského vyrovnání roku 1867 až do zániku Rakouska-Uherska v roce 1918.

## Ministři kultu a vyučování Předlitavska 1867–1918
| #  | Jméno                    | Fotografie | Strana              | Vláda                                                                                | Funkční období                         | Poznámky                                                       |
| -- | ------------------------ | ---------- | ------------------- | ------------------------------------------------------------------------------------ | -------------------------------------- | -------------------------------------------------------------- |
| 1  | Eduard Taaffe            |            |                     | vláda Ferdinanda von Beusta                                                          | 2. března 1867 – 27. června 1867       |                                                                |
| 2  | Anton von Hye            |            |                     | vláda Ferdinanda von Beusta                                                          | 27. června 1867 – 23. prosince 1867    | Správce                                                        |
| 3  | Leopold Hasner           |            |                     | vláda Karla von Auersperga                                                           | 30. prosince 1867 – 1. února 1870      |                                                                |
| 4  | Karl von Stremayr        |            |                     | vláda Leopolda Hasnera                                                               | 1. února 1870 – 12. dubna 1870         |                                                                |
| 5  | Adolf von Tschabuschnigg |            |                     | vláda Alfreda von Potockého                                                          | 13. dubna 1870 – 28. června 1870       | Správce.                                                       |
| 6  | Karl von Stremayr        |            |                     | vláda Alfreda von Potockého                                                          | 28. června 1870 – 4. února 1871        |                                                                |
| 7  | Josef Jireček            |            |                     | vláda Karla von Hohenwarta                                                           | 5. února 1871 – 26. října 1871         |                                                                |
| 8  | Karl Fidler              |            |                     | vláda Ludwiga von Holzgethana                                                        | 27. října 1871 – 22. listopadu 1871    | Správce.                                                       |
| 9  | Karl von Stremayr        |            |                     | vláda Adolfa von Auersperga vláda Karla von Stremayra vláda Eduarda Taaffeho         | 26. listopadu 1871 – 16. únor 1880     | Ve vládě E. Taaffeho jako správce.                             |
| 10 | Siegmund von Eybesfeld   |            |                     | vláda Eduarda Taaffeho                                                               | 16. únor 1880 – 5. listopadu 1885      |                                                                |
| 11 | Paul Gautsch             |            |                     | vláda Eduarda Taaffeho                                                               | 5. listopadu 1885 – 11. listopadu 1893 |                                                                |
| 12 | Stanisław Madeyski       |            |                     | vláda Alfreda Windischgrätze                                                         | 12. listopadu 1893 – 19. června 1895   |                                                                |
| 13 | Edward Rittner           |            |                     | vláda Ericha Kielmansegga                                                            | 20. června 1895 – 30. září 1895        | Správce.                                                       |
| 14 | Paul Gautsch             |            |                     | vláda Kazimíra Badeniho                                                              | 2. října 1895 – 28. listopadu 1897     |                                                                |
| 15 | Vinzenz von Latour       |            |                     | první vláda Paula Gautsche                                                           | 30. listopadu 1897 – 5. března 1898    |                                                                |
| 16 | Artur Bylandt-Rheidt     |            |                     | vláda Franze Thuna                                                                   | 7. března 1898 – 2. října 1899         |                                                                |
| 17 | Wilhelm von Hartel       |            |                     | vláda Manfreda Clary-Aldringena                                                      | 2. října 1899 – 21. prosince 1899      | Správce.                                                       |
| 18 | Alfred von Bernd         |            |                     | vláda Manfreda Clary-Aldringena                                                      | 21. prosince 1899 – 18. ledna 1900     |                                                                |
| 19 | Wilhelm von Hartel       |            |                     | první vláda Ernesta von Koerbera druhá vláda Paula Gautsche                          | 19. ledna 1900 – 11. září 1905         |                                                                |
| 20 | Richard von Bienerth     |            |                     | druhá vláda Paula Gautsche vláda Konrada Hohenloheho                                 | 11. září 1905 – 28. května 1906        | V Gautschově vládě správce, v Hohenloheho vládě řádný ministr. |
| 21 | Gustav Marchet           |            | Něm. pokrok. strana | vláda Maxe von Becka                                                                 | 2. června 1906 – 15. listopadu 1908    |                                                                |
| 22 | Josef Kaněra             |            |                     | vláda Richarda Bienertha                                                             | 15. listopadu 1908 – 10. února 1909    | Správce.                                                       |
| 23 | Karl von Stürgkh         |            |                     | vláda Richarda Bienertha třetí vláda Paula Gautsche                                  | 10. února 1909 – 3. listopadu 1911     |                                                                |
| 24 | Max von Hussarek         |            |                     | vláda Karla Stürgkha druhá vláda Ernesta von Koerbera vláda Heinricha Clam-Martinice | 3. listopadu 1911 – 22. června 1917    |                                                                |
| 25 | Ludwik Ćwikliński        |            |                     | vláda Ernsta Seidlera                                                                | 23. června 1917 – 25. července 1918    |                                                                |
| 26 | Jerzy Wiktor Madeyski    |            |                     | vláda Maxe Hussarka                                                                  | 25. července 1918 – 25. října 1918     |                                                                |
| 27 | Richard von Hampe        |            |                     | vláda Heinricha Lammasche                                                            | 25. října 1918 – 30. října 1918        |                                                                |

* Poznámka: V pramenech a databázích mírně kolísá přesná datace počátku a konce funkčního období jednotlivých vlád. Zde všechny údaje dle publikace kol. aut.: Československé dějiny v datech, Praha 1987.